# USS Jaccard (DE-355)
USS Jaccard (DE-355) là một tàu hộ tống khu trục lớp John C. Butler từng phục vụ cùng Hải quân Hoa Kỳ trong Chiến tranh Thế giới thứ hai. Nó là chiếc tàu chiến duy nhất của Hải quân Hoa Kỳ được đặt cái tên này, theo tên Thiếu úy Hải quân Richard Alonzo Jaccard (1918–1942), phi công từng phục vụ cùng Liên đội Ném bom VB-6 trên tàu sân bay Enterprise (CV-6), sau được0iều sang tàu sân bay Wasp (CV-7), và đã tử trận khi Wasp bị đánh chìm vào ngày 15 tháng 9, 1942. Nó đã phục vụ trong suốt Thế chiến II, được cho ngừng hoạt động sau khi xung đột chấm dứt vào năm 1946, rồi cuối cùng bị đánh chìm như một mục tiêu vào năm 1968. Jaccard được tặng thưởng một Ngôi sao Chiến trận do thành tích phục vụ trong Thế Chiến II.

## Thiết kế và chế tạo
Lớp John C. Butler được thiết kế nhằm đáp ứng nhu cầu một số lượng lớn nhưng rẻ tiền của một kiểu tàu hộ tống chống tàu ngầm để hộ tống các đoàn tàu vận tải vượt đại dương. Chúng có chiều dài chung 306 foot (93,3 m), mạn tàu rộng 36 foot 10 inch (11,2 m) và mớn nước 13 foot 4 inch (4,1 m), trọng lượng choán nước tiêu chuẩn 1.350 tấn Anh (1.372 t), và lên đến 1.745 tấn Anh (1.773 t) khi đầy tải, với một thủy thủ đoàn bao gồm 14 sĩ quan và 201 thủy thủ. Con tàu được vận hành bởi hai turbine hơi nước hộp số Westinghouse; hơi nước được cung cấp bởi hai nồi hơi "D" Express, tạo ra công suất 12.000 mã lực càng (8.900 kW) và cho phép đạt được tốc độ tối đa 24 hải lý trên giờ (44 km/h; 28 mph). Nó có tầm hoạt động 6.000 hải lý (11.000 km; 6.900 mi) ở tốc độ đường trường 12 hải lý trên giờ (22 km/h; 14 mph).
Dàn vũ khí chính bao gồm hai tháp pháo 5-inch/38 caliber đa dụng nòng đơn, được dẫn đường bởi hệ thống điều khiển hỏa lực Mark 51; vũ khí phòng không gồm hai khẩu đội Bofors 40 mm L/60 nòng đôi và mười khẩu Oerlikon 20 mm nòng đơn cũng được dẫn đường bởi hệ thống Mark 51. Ngoài ba ống phóng ngư lôi 21 inch (533 mm), vũ khí chống ngầm bao gồm hai đường ray thả mìn sâu, tám máy phóng mìn sâu K-gun cùng một dàn súng cối chống ngầm Hedgehog. Con tàu được trang bị sonar kiểu QC, radar dò tìm mặt biển SL và radar dò tìm không trung SA.
Jaccard được đặt lườn tại xưởng tàu của hãng Consolidated Steel Corporation ở Orange, Texas vào ngày 25 tháng 1, 1944. Nó được hạ thủy vào ngày 18 tháng 3, 1944, được đỡ đầu bởi bà C. R. Jaccard, mẹ của Thiếu úy Jaccard, và được cho nhập biên chế cùng Hải quân Hoa Kỳ vào ngày 26 tháng 7, 1944 dưới quyền chỉ huy của Hạm trưởng, Thiếu tá Hải quân Charles R. Hamilton.

## Lịch sử hoạt động

### Mặt trận Đại Tây Dương
Sau khi hoàn tất việc chạy thử máy huấn luyện tại khu vực Bermuda, Jaccard đi đến Boston, Massachusetts để được bổ sung thiết bị điện tử mới, rồi lên đường đi Norfolk, Virginia vào ngày 29 tháng 9, 1944, nơi nó gia nhập Đội hộ tống 82 và tiến hành tập trận ngoài khơi Virginia Capes. Sau đó nó hộ tống một đoàn tàu vận tải đi đến Hampton Roads.

### Mặt trận Thái Bình Dương
Được điều động sang khu vực Mặt trận Thái Bình Dương, Jaccard lên đường vào ngày 21 tháng 10, băng qua kênh đào Panama và ghé đến nhiều căn cứ tại khu vực Nam Thái Bình Dương trước khi đi đến Hollandia, New Guinea vào ngày 28 tháng 11, nơi con tàu gia nhập Đệ Thất hạm đội. Nó được huấn luyện chống tàu ngầm trước khi lên đường hướng sang quần đảo Philippine, đi đến Leyte vào ngày 21 tháng 12. Trong những tháng tiếp theo nó đảm nhiệm hộ tống các đoàn tàu vận tải đi lại giữa Hollandia, đảo Manus, Palau và Leyte vào giai đoạn lực lượng Đồng Minh giải phóng Philippines. Nó gia nhập một đội tìm-diệt tàu ngầm tại vùng biển Tây Philippines vào ngày 18 tháng 3, 1945, và trong hai tháng tiếp theo đã bảo vệ các tàu ngầm Hoa Kỳ ra vào vịnh Subic.
Đến tháng 5, Jaccard quay trở lại nhiệm vụ tuần tra ngoài khơi vịnh Leyte, rồi đi đến ngoài khơi Manila vào ngày 22 tháng 6 để tuần tra và hộ tống tàu ngầm, và vẫn làm nhiệm vụ này khi Nhật Bản chấp nhận đầu hàng vào ngày 15 tháng 8, giúp chấm dứt vĩnh viễn cuộc xung đột. Sau đó nó hộ tống các đoàn tàu vận tải đi lại giữa Manila và Okinawa từ ngày 30 tháng 8. Sang đầu năm 1946, nó đảm nhiệm hộ tống vận tải và vận chuyển thư tín giữa Philippines với các cảng Trung Quốc và Triều Tiên, nhằm hỗ trợ cho hoạt động của lực lượng chiếm đóng. Nó lên đường vào ngày 26 tháng 4 để quay trở về Hoa Kỳ, về đến vùng bờ Tây vào ngày 17 tháng 5.
Jaccard được xuất biên chế tại Xưởng hải quân Puget Sound vào ngày 30 tháng 9, 1946, và được đưa về Hạm đội Dự bị Thái Bình Dương, neo đậu tại Bremerton, Washington. Tên nó được cho rút khỏi danh sách Đăng bạ Hải quân vào ngày 1 tháng 11, 1967, và con tàu bị đánh chìm như một mục tiêu vào ngày 4 tháng 10, 1968.

## Phần thưởng
Jaccard được tặng thưởng một Ngôi sao Chiến trận do thành tích phục vụ trong Thế Chiến II.
|             |  |  |
| Bronze star |  |  |

| Huân chương Chiến dịch Hoa Kỳ                                           |                                      |                                                |
| Huân chương Chiến dịch Châu Á-Thái Bình Dương với 1 Ngôi sao Chiến trận | Huân chương Chiến thắng Thế Chiến II | Huân chương Giải phóng Philippine (Philippine) |